# Kyrkomötet 2022–2025
Kyrkomötet 2022–2025 är mandatperioden 2022 till 2025 av kyrkomötet, Svenska kyrkan och ersätter kyrkomötet 2018–2021. Kyrkomötet består av 251 ledamöter i 13 nomineringsgrupper som valdes under kyrkovalet i Svenska kyrkan 2021.

## Kyrkomöten
Kyrkomötet 2022 kommer hållas på Universitetshuset i Uppsala och Uppsala Konsert & Kongress.

## Presidium
- Karin Perers, ordförande
- Levi Bergström, första vice ordförande
- Carina Etander Rimborg, andra vice ordförande
- Maria Lundqvist Norling, sekreterare[3]

### Kyrkostyrelsen
- Ärkebiskopen, ordförande
- Wanja Lundby-Wedin, första vice ordförande
- Daniel Tisell, andra vice ordförande
- Jesper Eneroth
- Lars Johnsson
- Margareta Winberg
- Marie Johansson
- Erik Sjöstrand
- Amanda Carlshamre
- Nils Gårder
- Elisabeth Rydström
- Olle Reichenberg
- Aron Emilsson
- Marjut Ervasti
- Berth Löndahl[4]

## Nämnder

### Läronämnden
- Marta Axner Ims
- Teresa Callewaert
- Ninna Edgardh
- Eva-Lotta Grantén
- Håkan Möller
- Jesper Svartvik
- Mikael Winninge
- Johannes Zeiler
- Svenska kyrkans biskopar[4]

### Kyrkorättsnämnden
- Roberth Krantz, ordförande
- Margareta Andersson, vice ordförande
- Mattias Benke
- Sten Janson
- Margareta Nisser-Larsson
- Charlotta Lind
- Mats Törnered
- Anna-Lena Järvstrand
- Susanne Rappmann[4]

### Svenska kyrkans ansvarsnämnd för biskopar
- Robert Schött, ordförande
- Ingemar Söderström
- Thomas Stoor
- Elisabeth Engberg[4]

### Svenska kyrkans valprövningsnämnd
- Lars Seger, ordförande
- Britt Sandström
- Olle Glimvik
- Bertil Persson
- Stig-Göran Fransson
- Helena Bargholtz
- Bertil Olsson[4]

### Svenska kyrkans överklagandenämnd
- Johan Munck, ordförande
- Esbjörn Särdquist
- Ragnar Persenius
- Eric Bylander
- Britt Louise Agrell[4]

### Svenska kyrkans arvodesnämnd för den nationella nivån
- Eva Brunne, ordförande
- Olle Burell
- Sven-E Kragh
- Gunnar Thorbert
- Birgitta Wrede[4]

## Revisorer
- Gunvor Hagelberg, ordförande
- Lars-Ola Dahlqvist, vice ordförande
- Ola Isacsson
- Conny Tyrberg
- Claes-Johan Bonde
- Lennart Sacrédeus[4]

## Utskott
Kyrkomötet har 8 stycken utskott som består av 15 ledamöter och ersättare. Utskotten tillsätts i oktober 2022.
- Gudstjänstutskottet
- Organisationsutskottet
- Tillsyns- och uppdragsutskottet
- Ekonomiutskottet
- Ekumenikutskottet
- Kyrkolivsutskottet
- Samhälls- och kulturutskottet
- Förvaltarskapsutskottet